# Hartford, Connecticut
'Hartford' (Hà Phương) là thành phố thủ phủ của tiểu bang Connecticut. Nó nằm ở quận Hartford bên sông Connecticut, phía bắc trung tâm của tiểu bang, 24 dặm (39 km) về phía nam của Springfield, Massachusetts. Năm 2006 của dân số là 124.512 người. Hartford xếp hạng là thành phố lớn thứ ba của tiểu bang, sau Bridgeport và New Haven, 40 dặm (64 km) về phía nam và là thành phố lớn nhất thứ sáu ở New England. Vùng đô thị Đại Hartford cũng là vùng đô thị lớn nhất ở Connecticut, và lớn thứ 45 ở Hoa Kỳ (điều tra dân số năm 2006 ước tính) với dân số vùng đô thị 1.188.841 người.
Biệt danh là "Thủ đô Bảo hiểm của thế giới", Hartford là nơi có nhiều trụ sở của các công ty bảo hiểm của thế giới, và bảo hiểm vẫn là ngành chủ yếu của vùng. Gần 400 năm, Hartford là một trong những thành phố lâu đời nhất tại Hoa Kỳ, và sau nội chiến Hoa Kỳ, Hartford đã lấy danh hiệu thành phố giàu có của đất nước từ New Orleans. Năm 1868, Mark Twain thốt lên rằng: "Trong số tất cả các đô thị xinh đẹp mà tôi đã có cơ may xem được, Hartford là đô thị hàng đầu".